# كأس أوروبا لكرة السلة 2010–11
كأس أوروبا لكرة السلة 2010–11 (بالإنجليزية: 2010–11 Eurocup Basketball)‏ هو موسم من كأس أوروبا لكرة السلة. أقيم خلال الفترة 16 نوفمبر 2010 وحتى 17 أبريل 2011، وبمشاركة  40 فريقاً، وفاز فيه نادي يونيكس قازان لكرة السلة.